# Cundinamarca subalbata
Cundinamarca subalbata là một loài bướm đêm trong họ Geometridae.